# Иные меры уголовно-правового характера
Иные меры уголовно-правового характера, иные меры уголовно-правового воздействия — общее название для мер, принимаемых государством в отношении лиц, совершивших общественно опасные деяния, которые не являются наказанием.
В законодательстве многих стран иные меры уголовно-правового характера (часто именуемые «меры безопасности») и наказание сосуществуют. Образующаяся система принудительных мер получила название «двухколейной».

## История
Институт иных мер уголовно-правового характера появился в уголовном праве относительно недавно (конец XIX — начало XX века). Его становление связано с идеями социологической школы уголовного права и возникшей на её основе школы новой социальной защиты. Представители данных школ выделяли особую категорию лиц, находящихся в «опасном состоянии», к которым относили, например, психически нездоровых лиц, рецидивистов, и лиц, относящихся к маргинальным слоям населения (бродяги, нищие). Поскольку данные лица склонны к совершению преступлений, они являются опасными для общества и, согласно воззрениям данной школы, их необходимо было обезвреживать ещё до соверешния преступления путём применения к ним так называемых «мер безопасности», например, принудительного лечения, высылки и т. д.
Под влиянием идей социологической школы в первой половине XX века институт иных мер уголовно-правового характера был включён в законодательство Австрии, Германии, Испании, Италии, Португалии, Швейцарии, Франции и её колоний, стран Латинской Америки. В изначальном виде он просуществовал довольно недолго, поскольку становление международного института прав человека привело к возврату к идеям законности и недопустимости применения репрессии к лицам, не совершившим преступления, присущим классической школе уголовного права. В настоящее время меры безопасности применяются к лицам, не совершавшим преступлений, лишь в отдельных странах (Гватемала, Испания, Италия, Куба, Никарагуа, Сан-Марино). В остальных странах меры безопасности применяются в рамках уголовно-процессуальных отношений, связанных с совершением общественно опасного деяния.
Современные меры уголовно-правового характера дают возможность более гибкого применения уголовно-правовых норм, позволяют избежать применения карательных мер (уголовного наказания) в тех ситуациях, когда оно является излишним для достижения целей уголовно-правового воздействия. Такие меры носят некарательный характер: лечебный, воспитательный, защитный, и способствуют в основном предупреждению преступлений.

## Сущность
Чёткого определения иных мер уголовно-правового характера не существует. Иные меры уголовно-правового характера, в отличие от наказания, не образуют однородной системы, имеют существенные различия между собой по основаниям применения и юридической сущности. Поскольку перечень наказаний в уголовном законе, как правило, является исчерпывающим, все меры, которые не будут отнесены к мерам наказания, будут считаться иными мерами уголовно-правового воздействия.
Ф. Б. Гребёнкин даёт следующее определение иных мер уголовно-правового характера: «под иными мерами уголовно-правового характера следует понимать меры государственного принуждения, не входящие в систему наказаний и санкции уголовно-правовых норм, применяемые к лицам, совершившим общественно опасные деяния или преступления, по усмотрению суда, и ограничивающие их права, интересы и свободы с целью предупреждения совершения ими новых деяний или преступлений».
В различных странах для обозначения иных мер уголовно-правового характера используются разные термины:
- меры безопасности (бывшие югославские республики, Алжир, Афганистан, Боливия, Бразилия, Гватемала, Гондурас, Исландия, Испания, Камерун, Колумбия, Коста-Рика, Котд’Ивуар, Куба, Ливан, Марокко, Мексика, Молдова, Никарагуа, Панама, Перу, Португалия, Румыния, Сальвадор, Сан-Марино, Таиланд, Турция, Уругвай, Чили);
- меры исправления и безопасности (Германия, Греция);
- административные меры безопасности (Италия);
- меры (Венгрия, Нидерланды, Парагвай, Швейцария, Эфиопия);
- предупредительные меры (Австрия);
- уголовные меры (Польша);
- иные правовые последствия (наказуемого деяния) — Дания и Норвегия;
- меры надзора и исправления (Судан);
- иные меры воздействия (Эстония);
- иные меры уголовно-правового характера (Азербайджан, Россия, Таджикистан);
- иные меры уголовно-правового воздействия (Армения, Казахстан, Туркменистан);
- другие меры правового воздействия (Узбекистан);
- уголовные меры иного вида (Грузия);
- иные меры уголовной ответственности (Монголия).

## Наказание и иные меры уголовно-правового характера
Иные меры уголовно-правового характера являются сходными с наказанием в том, что они являются формой правового реагирования государства в лице его правоохранительных органов на совершение общественно опасных деяний, применяются в строго определённых законом формах и по строго определённой уголовно-процессуальным законодательством процедуре, и предусматривают предоставление лицу, являющемуся адресатом данных мер, определённых гарантий его прав и свобод.
Разграничение наказания и иных мер уголовно-правового характера может производиться по формальным признакам и по содержанию. Кроме того, у иных мер уголовно-правового характера могут быть отличные от наказания основания, сущность и цели:
- Иные меры уголовно-правового характера назначаются не только приговором суда (например, принудительные меры медицинского характера согласно ст. 443 УПК РФ назначаются постановлением суда)
- Иные меры уголовно-правового характера могут быть применены к лицу, фактически совершившему преступное деяние, которое не является виновным в совершении преступления (принудительные меры медицинского характера применяются и к невменяемым лицам).
- Иные меры уголовно-правового характера не обязательно включают в себя лишение или ограничение прав и свобод лица (например, не влияют на объём прав лица такие принудительные меры воспитательного воздействия, как предупреждение или передача под надзор родителей).
- Иные меры уголовно-правового воздействия могут иметь иные цели помимо восстановления справедливости, исправления осуждённого и предотвращения совершения новых преступлений. Обычно принудительные меры, как и наказание, преследуют цель частного предупреждения преступлений, но выделяют и иные цели: так, принудительные меры медицинского характера имеют целью улучшение психического здоровья лица; конфискация — возмещение ущерба, причинённого преступлением; принудительные меры воспитательного воздействия — перевоспитание и социальную защиту лица.
- Иные меры могут применяться к лицам, не совершавшим преступного деяния — конфискация имущества у третьих лиц, получивших его от преступника; наложение штрафа на родителей несовершеннолетнего, освобождённого от уголовной ответственности (Таиланд).

Однозначной границы между наказанием и иными мерами уголовно-правового характера нет. В разных правовых системах такие меры, как специальная конфискация, выдворение иностранцев, ограничение специальных прав могут относиться как к мерам наказания, так и к иным мерам уголовно-правового характера. Меры уголовно-правового характера могут использоваться в качестве суррогатных наказаний для лиц, не являющихся субъектами уголовного права (например, в отношении юридических лиц). Во многом различие между наказаниями и иными мерами уголовно-правового характера носит не содержательный, а юридико-технический характер.

## Виды иных мер уголовно-правового характера
Иные меры уголовно-правового характера могут являться формой реализации уголовной ответственности (конфискация), формой освобождения от уголовной ответственности (принудительные меры воспитательного воздействия), а также применяться к лицам, не подлежащим ответственности (принудительные меры медицинского характера). В зависимости от этого может проводиться их классификация. В Парагвае все иные меры уголовно-правового характера делятся на меры надзора, лечения и безопасности, а также на меры, связанные и не связанные с лишением свободы. В Эфиопии выделяются меры, применяемые к невменяемым и частично вменяемым лицам и меры превенции и защиты. В Белоруссии выделяют иные меры уголовной ответственности (применяемые к лицам, совершившим преступления) и принудительные меры безопасности и лечения (применяемые к лицам, которые совершили общественно опасные деяния, но не могут привлекаться к ответственности).
Система иных мер уголовно-правового характера, как правило, закрепляется в законодательстве путём фиксации исчерпывающего перечня таких мер. Однако в большинстве государств СНГ чёткий перечень иных мер уголовно-правового характера отсутствует. Даже в России, несмотря на выделение в УК РФ раздела «Иные меры уголовно-правового характера», содержащего положения о принудительных мерах медицинского характера и конфискации имущества, к иным мерам относят также как минимум принудительные меры воспитательного воздействия, регламентация которых осуществляется в другом разделе УК.
Законодательство различных государств выделяет следующие меры уголовно-правового характера:
- принудительные меры медицинского характера (бывшие югославские республики, Австрия, Алжир, Боливия, Бразилия, Великобритания, Венгрия, Гватемала, Германия, Гондурас, Испания, Италия, Колумбия, Коста-Рика, Кот д’Ивуар, Куба, Молдова, Никарагуа, Норвегия, Парагвай, Перу, Польша, Португалия, Россия, Румыния, Сальвадор, Сан-Марино, США, Судан, Таиланд, Турция, Уругвай, Чехия, Швейцария, Эстония);
- запрет заниматься определенной профессиональной деятельностью (бывшие югославские республики, Алжир, Боливия, Германия, Испания, Кот д’Ивуар, Парагвай, Польша, Португалия, Румыния, Таиланд, Турция);
- специальная конфискация (бывшие югославские республики, Алжир, Венгрия, Кот д’Ивуар, Молдова, Норвегия, Польша, Россия, Румыния, Турция, Чехия, Эстония);
- установление надзора (Боливия, Бразилия, Венгрия, Гватемала, Германия, Гондурас, Италия, Колумбия, Кот д’Ивуар, Никарагуа, Норвегия, Панама, Парагвай, Сальвадор, Сан-Марино, США, Турция, Уругвай);
- поручительство о хорошем поведении (Боливия, Великобритания, Гватемала, Гондурас, Кот д’Ивуар, США, Таиланд, Уругвай);
- лишение водительских прав (бывшие югославские республики, Германия, Испания, Панама, Парагвай, Польша, Португалия);
- выдворение иностранцев из страны (бывшие югославские республики, Гондурас, Испания, Италия, Кот д’Ивуар, Молдова, Румыния, Сан-Марино, Турция);
- высылка (Бразилия, Гватемала, Гондурас, Испания, Италия, Кот д’Ивуар, Норвегия, Румыния, Таиланд);
- запрещение посещения определенных мест (Бразилия, Гватемала, Гондурас, Италия, Кот д’Ивуар, Панама, Парагвай, Швейцария);
- воспитательные меры в отношении несовершеннолетних (страны СНГ, Бразилия, Гондурас, Испания, Италия, Коста-Рика, Куба, Молдова, Никарагуа, Сан-Марино, Судан, Турция, Уругвай, Чехия, Эстония);
- помещение в сельскохозяйственную колонию или иное исправительно-трудовое учреждение (Боливия, Бразилия, Гватемала, Гондурас, Италия, Колумбия, Сан-Марино);
- превентивное или продленное заключение (Австралия, Боливия, Германия, Великобритания, Новая Зеландия, Норвегия, Парагвай, США);
- запрет потребления спиртных напитков (Ирак, Ливан, Норвегия, Панама);
- закрытие учреждения (Алжир, Кот д’Ивуар).

## Иные меры уголовно-правового характера в законодательстве России
Действующий Уголовный кодекс Российской Федерации включает раздел VI «Иные меры уголовно-правового характера». Однако данный раздел включает не все меры уголовно-правового характера, некоторые из них содержатся и в других главах УК.

### Принудительные меры медицинского характера
Принудительные меры медицинского характера применяются к лицам, совершившим общественно опасные деяния, и нуждающимся в лечении психических расстройств, а также к лицам, страдающим расстройствами сексуального предпочтения. В Российской Федерации применяются следующие принудительные меры медицинского характера:
- Амбулаторное принудительное наблюдение и лечение у психиатра
- Принудительное лечение в психиатрическом стационаре общего типа
- Принудительное лечение в психиатрическом стационаре специализированного типа
- Принудительное лечение в психиатрическом стационаре специализированного типа с интенсивным наблюдением

В настоящее время в РФ не существует каких-либо принудительных мер медицинского характера, применяемых к алкоголикам и наркоманам. Однако в соответствии с ч. 3 ст. 18 Уголовно-исполнительного кодекса РФ к таким лицам может быть применено обязательное лечение.

### Конфискация имущества
Конфискация имущества заключается в принудительном безвозмездном обращении по решению суда в собственность государства имущества лица, совершившего преступление. Конфискация имущества может быть полной или частичной.
В РФ конфискация имущества являлась одним из видов наказаний, однако в декабре 2003 года она была исключена из УК РФ. Она вновь появилась в уголовном законодательстве в июле 2006 года в связи с ратификацией Конвенции Совета Европы о предупреждении терроризма и касается не всех преступлений, а лишь тех, которые перечислены в уголовном законодательстве (этот перечень включает террористический акт, деяния, связанные с терроризмом и организованной преступностью и т. д. Конфискованы могут быть денежные средства, ценности и иное имущество, полученные в результате совершения перечисленных в законе преступлений, либо используемые для финансирования терроризма или организованной преступности, орудия, оборудование или иные средства совершения преступления, принадлежащие обвиняемому, за исключением имущества и доходов от него, подлежащих возвращению законному владельцу.

### Принудительные меры воспитательного воздействия
Данные меры могут применяться к несовершеннолетним, совершившим преступление, не являющееся тяжким, вместо наказания.
В УК РФ предусмотрены следующие принудительные меры воспитательного воздействия (ст. 90):
- Предупреждение
- Передача под надзор родителей или лиц, их заменяющих, либо специализированного государственного органа
- Возложение обязанности загладить причинённый вред
- Ограничение досуга и установление особых требований к поведению несовершеннолетнего.

### Ограничения, налагаемые в связи с условным осуждением
Если суд при рассмотрении уголовного дела приходит к выводу о возможности исправления осуждённого без реального отбывания наказания, он постановляет считать назначенное наказание условным. На условно осуждённого могут быть возложены дополнительные обязанности, призванные способствовать его исправлению.
Перечень таких обязанностей является открытым и может включать, например, обязанность не менять постоянного места жительства, работы, учёбы, не посещать определённые места, пройти курс лечения от алкоголизма, наркомании, токсикомании или венерического заболевания, осуществлять материальную поддержку семьи (ст. 73 УК РФ).